# 中国地方の重要文化財一覧
中国地方の重要文化財一覧（ちゅうごくちほうのじゅうようぶんかざい いちらん）
本項は、日本の文化財保護法に基づき同国の文部科学大臣が指定した重要文化財（美術工芸品）の一覧である。本一覧には中国地方5県所在分を収録する。

## 凡例

### 収録対象
- 本一覧の収録対象は、日本の文化財保護法第27条第1項に基づき文部科学大臣が指定した重要文化財のうち、「美術工芸品」に分類されるものである。重要文化財のうち「建造物」については、本一覧には収録していない。
- 中国地方にある重要文化財建造物については、別項「中国地方にある建造物の重要文化財一覧」を参照。
- ○印を付した物件は国宝である。なお、文化財保護法の規定では、国宝は重要文化財指定物件のうちから指定することとされている（同法第27条第2項）。
- 3件以上の重要文化財を有する社寺、博物館等で、ウィキペディア日本語版に記事があり、かつ、記事中に当該社寺、博物館等所有の文化財一覧が含まれている場合は、記事へのリンクのみを掲載した。これに該当する社寺、博物館等については、「一覧 (1)」に収録した。
- 日本国（文化庁）所有の考古資料のうち、出土地の地方公共団体によって保管・管理されているものについては、実際の保管先である都道府県の欄に記載した（例：「島根県荒神谷遺跡出土品」は、文化庁の所在地である東京都の欄ではなく、保管先である島根県の欄に記載）。ただし、個人コレクション等からの購入によって日本国（文化庁）所有となった考古資料については上記に該当しない。
- 所有者が宗教法人・公益法人以外の法人（株式会社等）である場合は、法人名を省略し、単に「法人」と表記した。ただし、当該法人がギャラリー、資料館等を開設し、自ら文化財の公開を行っている場合はこの限りでない。
- 所有者の住所と文化財の保管場所とは必ずしも同一とは限らない。また、社寺、個人等所有の国宝・重要文化財については、国立・県立の博物館等に寄託されているものが多い。
- 文化庁の調査により「所在不明」とされている重要文化財については、「（所在不明）」と記し、旧所在地の都道府県の欄に収録した。[1]

### 典拠
- 2000年までの指定物件については文化庁編『国宝・重要文化財総合目録』（第一法規、1980）および『国宝・重要文化財大全 別巻』（所有者別総合目録・名称総索引・統計資料）（毎日新聞社、2000）を典拠とし、それ以降の新規指定、名称変更等については官報告示による。なお、所有者・所在場所の変更については、移動先の地方公共団体の文化財一覧、博物館の公式サイト等によって確認できる場合には、それを反映している。
- 個人所有物件については、原則的には『国宝・重要文化財大全 別巻』（所有者別総合目録・名称総索引・統計資料）に基づき、該当する都道府県の欄の最後に記載した。ただし、県境を越えての移動、個人から博物館等への所蔵先変更が、移動先の地方公共団体の文化財一覧、博物館の公式サイト等によって確認できる場合には、それを反映している。

## 鳥取県

### 一覧 (1)
3件以上の重要文化財を有する社寺等で、ウィキペディア日本語版に記事があり、かつ、記事中に当該社寺等所有の文化財一覧が含まれているものについては、本欄に記載する。
以下の社寺等が所蔵する重要文化財については、リンク先の当該社寺等の項目を参照のこと。
三仏寺、大山寺、豊乗寺

### 一覧 (2)
一覧 (1) に記載した以外の社寺等所有の文化財については以下に記載する。
日本国（文化庁）所有
- 子持壺形須恵器 5箇 脚付子持壺形須恵器 20箇 鳥取県倉吉市三江上野遺跡出土（倉吉博物館保管）

鳥取県（鳥取県立博物館保管）
- 子持勾玉 鳥取県東伯郡東郷町高辻出土

鳥取県（鳥取県埋蔵文化財センター青谷調査室保管）
- 鳥取県青谷上寺地遺跡出土品

鳥取市（鳥取市歴史博物館保管）
- 鳥取県栗谷遺跡出土品（縄文時代）

 大雲院  鳥取市立川町
- 金字法華経 巻第二、第四（各巻首に伏見天皇宸翰、紙背に伏見天皇宸翰消息あり）

本願寺 鳥取市寺町
- 梵鐘

常忍寺 鳥取市行徳
- 絹本著色普賢十羅刹女像

学行院 鳥取市国府町松尾
- 木造薬師如来及両脇侍坐像
- 木造吉祥天立像

倉吉市（倉吉博物館保管）
- 鳥取県野口一号墳出土須恵器
- 鳥取県谷畑遺跡出土祭祀遺物（古墳時代）

大慈寺 倉吉市長谷
- 木造持国天・増長天立像（1981年盗難）

 地蔵院  倉吉市関金町関金宿
- 木造地蔵菩薩半跏像

 大日寺  倉吉市桜
- 木造阿弥陀如来坐像 嘉禄二年銘

国分寺 倉吉市国府
- 伯耆国分寺古墳出土品

 大神山神社  米子市尾高
- 短刀 銘備州長船住兼光 附 金熨斗付合口拵

天神垣神社 米子市淀江町福岡
- 石馬 旧鳥取県西伯郡淀江町福岡字坪根垣所在

青龍寺 八頭郡八頭町下門尾
- 木造持国天・多聞天立像 持国天像に正安三年銘

湯梨浜町 東伯郡湯梨浜町
- 伯耆長瀬高浜遺跡出土埴輪

 倭文神社  東伯郡湯梨浜町宮内
- ○伯耆一宮経塚出土品

観音寺 東伯郡北栄町東高尾
- 木造千手観音立像・十一面観音立像

大安寺 西伯郡南部町天萬
- 三角縁神獣鏡 鳥取県西伯郡会見町普段寺一号墳出土

福樹寺 西伯郡伯耆町大殿
- 石製鴟尾（考古資料）

長楽寺 日野郡日野町下榎
- 木造薬師如来及両脇侍像
- 木造毘沙門天立像
- 木造不動明王立像

個人
- 楽焼黒茶碗（東陽坊）長次郎作

## 島根県

### 一覧 (1)
3件以上の重要文化財を有する社寺等で、ウィキペディア日本語版に記事があり、かつ、記事中に当該社寺等所有の文化財一覧が含まれているものについては、本欄に記載する。
以下の社寺等が所蔵する重要文化財については、リンク先の当該社寺等の項目を参照のこと。
出雲大社、鰐淵寺、清水寺、佐太神社

### 一覧 (2)
一覧 (1) に記載した以外の社寺等所有の文化財については以下に記載する。
日本国（文化庁）所有
- ○島根県荒神谷遺跡出土品 銅剣358口、銅矛16口、横帯文銅鐸1口、袈裟襷文銅鐸5口（島根県立古代出雲歴史博物館保管）
- ○島根県加茂岩倉遺跡出土銅鐸 39口（島根県立古代出雲歴史博物館保管）
- 出雲神原神社古墳出土品（景初三年銘神獣鏡など）（島根県立古代出雲歴史博物館保管）

島根県（島根県立古代出雲歴史博物館保管）
- 金銅装環頭大刀 刀身共 島根県安来市植田町出土

島根県（島根県立八雲立つ風土記の丘資料館保管）
- 平所遺跡埴輪窯跡出土品

島根県（島根県立石見美術館保管）
- 絹本著色益田元祥像 狩野松栄筆 如天玄勲賛

松江市（出雲玉作資料館保管）
- 出雲玉作遺跡出土品

 玉作湯神社  松江市玉湯町玉造
- 出雲国玉作跡出土品

 八重垣神社  松江市佐草町
- 板絵著色神像（本殿板壁画）3面

六所神社 松江市大草町
- 出雲岡田山古墳出土品

天倫寺 松江市堂形町
- 銅鐘 辛亥年銘

浄音寺 松江市大庭町団原
- 木造十一面観音立像

善光寺 松江市浜乃木
- 銅造阿弥陀如来立像

華蔵寺 松江市枕木町
- 木造薬師如来坐像

仏谷寺 松江市美保関町美保関
- 木造薬師如来坐像
- 木造聖観音立像
- 木造聖観音立像
- 木造聖観音立像
- 木造菩薩形立像

出雲市（出雲市出雲弥生の森博物館保管）
- 島根県上塩冶築山古墳出土品

 須佐神社  出雲市佐田町須佐
- 兵庫鎖太刀

高野寺 出雲市野石谷町
- 大般若経 599帖（内補写経4帖）自正応元年至同五年宋人浄蓮一筆経

万福寺 出雲市東林木町
- 木造薬師如来及両脇侍像
- 木造観音菩薩立像 2躯
- 木造四天王立像

法王寺 出雲市野尻町
- 金銅観音菩薩像御正躰・金銅蔵王権現像御正躰・金銅蔵王権現像御正躰

神門寺 出雲市塩冶町
- 庭訓往来 2巻 至徳三年豊前守朝英書写奥書

日御碕神社 出雲市大社町日御碕
- ○白糸威鎧 兜・大袖付
- 藍韋威腹巻

雲樹寺 安来市清井町
- 絹本著色三光国師像
- 光厳院宸翰消息（1通）・後村上天皇消息（3通）1巻
- 孤峯覚明墨蹟
- 銅鐘 応安七年銘

城安寺 安来市広瀬町富田
- 木造広目天立像
- 木造多聞天立像

巌倉寺 安来市広瀬町富田
- 木造聖観音・脇侍帝釈天立像

峯寺 雲南市三刀屋町給下
- 絹本著色聖観音像

禅定寺 雲南市三刀屋町乙加宮
- 木造聖観音立像

村方地区 雲南市木次町木次村方
- 銅板線刻十一面観音像懸仏 保元二年銘

光明寺 雲南市加茂町大竹
- 銅鐘

 物部神社  大田市川合町川合
- 太刀 銘了戒

清水寺 大田市大森町
- 辻が花染丁子文胴服

甘南備寺 江津市桜江町坂本
- 櫨匂威鎧残欠

心覚院 浜田市松原町
- 木造阿弥陀如来立像 建長七年銘

益田市（益田市立雪舟の郷記念館保管）
- 紙本著色益田兼堯像雪舟筆

 萬福寺  益田市東町
- 絹本著色二河白道図

赤穴八幡宮 飯石郡飯南町上赤名
- 木造八幡神・息長足姫・比売神坐像（附:木札2枚 うち1枚に嘉暦元年、1枚に大仏師慶覚の銘）

賀茂神社 邑智郡邑南町阿須那
- 板絵著色神馬図 狩野秀頼筆 2面

個人
- 出雲国造北島家文書 33巻

個人
- 出雲大社幷神郷図（絹本著色）

個人（隠岐郡隠岐の島町 億岐家宝物殿保管）
- 銅印「隠伎倉印」
- 隠岐国駅鈴 2口（附:光格天皇下賜唐櫃 担棒付）

## 岡山県

### 一覧 (1)
3件以上の重要文化財を有する社寺、博物館等で、ウィキペディア日本語版に記事があり、かつ、記事中に当該社寺、博物館等所有の文化財一覧が含まれているものについては、本欄に記載する。
以下の社寺、博物館等が所蔵する重要文化財については、リンク先の当該社寺、博物館等の項目を参照のこと。
大原美術館、高野神社、長福寺、林原美術館

### 一覧 (2)
一覧 (1) に記載した以外の社寺等所有の文化財については以下に記載する。
日本国（文化庁）所有
- 岡山県大飛島祭祀遺跡出土品 奈良 - 平安時代（岡山県立博物館保管）

岡山県（岡山県立博物館保管）
- 〇赤韋威鎧 兜・大袖付（附:唐櫃）
- 特殊器台 岡山県総社市宮山遺跡出土品
- 絹本著色宇喜多能家像
- 太刀 銘則宗
- 太刀 銘長光
- 突線流水文銅鐸 岡山県高塚遺跡出土
- 閑谷学校関係資料 4041点

岡山県（岡山県立美術館保管）
- 絹本墨画廬山図 玉澗筆
- 紙本墨画山水図 雪舟筆（仿玉澗）
- 紙本墨画老子像 牧谿筆

岡山大学 岡山市北区津島中
- 信長記 自筆本（第十二補配本）慶長十五年太田牛一奥書

 吉備津神社  岡山市北区吉備津
- 木造獅子狛犬

 西大寺 （観音院） 岡山市東区西大寺中
- 銅鐘

 明王寺  岡山市東区竹原
- 木造観音菩薩立像

 金山寺  岡山市北区金山寺
- 金山寺文書 7巻（附:金山観音寺縁起）

 妙覚寺  岡山市北区御津金川
- 紙本著色花鳥図 六曲一隻 長谷川信春筆

 法界院  岡山市北区法界院
- 木造聖観音立像

日応寺 岡山市北区日応寺
- 木造毘沙門天立像・不動明王立像

吉備津彦神社 岡山市北区一宮
- 太刀 銘井上真改延宝五年八月日

（株）林原 岡山市北区下石井（林原美術館保管）
- ○短刀 無銘 正宗（名物九鬼正宗）
- 太刀 銘助真（1933年指定）
- 太刀 銘末守
- 太刀 銘吉家
- 太刀 銘吉包
- 太刀 菊御作
- 綾杉獅子牡丹蒔絵婚礼調度

安養寺（倉敷市） 倉敷市浅原
- 木造毘沙門天立像
- 木造吉祥天立像
- 備中国倉敷安養寺裏山経塚出土品

鯉喰神社 倉敷市矢部
- 旋帯文石 岡山県倉敷市矢部楯築遺跡出土

倉敷考古館 倉敷市中央
- 三彩壺 伝岡山県出土

 吉備寺  倉敷市真備町箭田
- 蓮華文鬼瓦・四葉蓮華文鐙瓦・花枝文宇瓦

自性院・安養院 笠岡市神島
- 絹本著色仏涅槃図

笠岡市
- 岡山県大飛島祭祀遺跡出土品（奈良・平安時代）

日光寺 笠岡市神島外浦
- 絹本著色地蔵十王像

高山寺 井原市高屋町
- 木造地蔵菩薩立像
- 木造不動明王坐像

宝福寺 総社市井尻野
- 絹本著色地蔵菩薩像
- 絹本著色十王像

 頼久寺  高梁市頼久寺町
- 絹本著色釈迦三尊像

妙圀寺 備前市浦伊部
- 木造釈迦如来坐像 延文三年銘

瀬戸内市
- ○太刀 無銘一文字（山鳥毛）

千手院（正楽寺） 備前市蕃山
- 四座講式 4巻

弘法寺 瀬戸内市牛窓町千手
- 木造彩色菊牡丹透華鬘 附:黒漆箱

東壽院 瀬戸内市牛窓町千手　
- 木造阿弥陀如来立像 快慶作 附:像内納入文書（承元五年覚勝造立夢想記1紙、阿弥陀経巻数一括、阿弥陀種子1紙）

遍明院 瀬戸内市牛窓町千手
- 木造五智如来坐像 5駆
- 絹本著色仏涅槃図
- 絹本著色阿弥陀二十五菩薩来迎図
- 大薙刀 銘盛光 附:黒漆柄薙刀拵
- 藍韋威肩白腹巻 附:咽輪2点

宝光寺 瀬戸内市牛窓町鹿忍
- 絹本著色不動三十六童子・両界曼荼羅図3幅

 大賀島寺  瀬戸内市邑久町豊原
- 木造千手観音立像

 豊原北島神社  瀬戸内市邑久町北島
- 色々威甲冑

餘慶寺 瀬戸内市邑久町北島
- 木造薬師如来坐像
- 木造聖観音立像

千光寺 赤磐市中島
- 古備前四耳大壺 福安（文安）元年銘

三尾寺 新見市豊永赤馬
- 木造千手観音両脇侍像

 作楽神社  津山市神戸　
- 太刀 銘国行

勇山寺 真庭市鹿田
- 木造薬師如来坐像
- 木造不動明王二童子像

安養寺（美作市） 美作市林野
- 木造十一面観音立像

棒沢寺 小田郡矢掛町東三成
- 絹本著色地蔵菩薩像
- 絹本著色愛染明王像
- 絹本著色愛染明王像

圀勝寺 小田郡矢掛町東三成
- 銅壺 下道圀勝弟圀依母夫人之骨蔵器 和銅元年在銘 岡山県小田郡矢掛町東三成出土

安養寺（和気町） 和気郡和気町泉
- 銅五鈷鈴 建武五年銘

個人
- ○絹本著色宮女図
- ○紙本墨画淡彩山水図 雪舟筆
- 紙本著色兎道朝噋図 青木木米筆
- 紙本墨画騰竜図 青木木米筆
- 紙本淡彩山雨染衣図 浦上玉堂筆
- 流水文銅鐸 滋賀県野洲郡中洲村新庄出土
- 石造如来及両脇侍立像 1基（北魏）（大原美術館保管）

個人
- 刀 銘長曽祢興里入道乕徹（1949年指定）

個人
- 直刀（1973年指定）

個人
- 古備前筒大花生 弘治三年銘

個人
- 太刀 銘備州長船景光 金象嵌銘本多平八郎忠為所持之
- 刀 銘備前国住長船与三左衛門尉祐定 為栗山与九郎作之永正十八年二月吉日
- 太刀 銘備州長船盛光 応永廿三年十二月日
- 太刀 銘備前国長船真利造（1936年指定）
- 太刀 銘備前国友成（1987年指定）

## 広島県

### 一覧 (1)
3件以上の重要文化財を有する社寺等で、ウィキペディア日本語版に記事があり、かつ、記事中に当該社寺等所有の文化財一覧が含まれているものについては、本欄に記載する。
以下の社寺等が所蔵する重要文化財については、リンク先の当該社寺等の項目を参照のこと。
厳島神社、吉備津神社、耕三寺、西國寺、浄土寺、大願寺、御調八幡宮

### 一覧 (2)
一覧 (1) に記載した以外の社寺等所有の文化財については以下に記載する。
広島県（広島県立美術館保管）
- 色絵花卉文輪花鉢 伊万里

広島県（みよし風土記の丘保管）
- 広島県矢谷古墳出土品

広島県（広島県立歴史博物館保管）
- 広島市草戸千軒町遺跡出土品（鎌倉・室町時代）
- 菅茶山関係資料

広島大学
- 身幹儀（星野木骨）（附：木箱1合）

平等大慧会 広島市東区牛田東（廿日市市 海の見える杜美術館保管）
- 岩倉具視関係資料1707点

不動院 広島市東区牛田新町
- 木造薬師如来坐像
- 梵鐘（高麗）

西福院 広島市西区己斐西町
- 紺紙金泥宝篋印陀羅尼経

 三瀧寺  広島市西区三滝山
- 木造阿弥陀如来坐像 仁平四年銘

呉武田学園 呉市広大新開
- 三十二間二方白星兜鉢
- 色々威腹巻（附:総覆輪筋兜、黒韋威大袖）

照蓮寺 竹原市本町
- 銅鐘（高麗鐘）峻豊四年銘

 佛通寺  三原市高坂町許山
- 絹本著色大通禅師像 附:紙本墨書大通禅師墨蹟、紙本墨書大通禅師消息

正法寺 三原市本町
- 大般若経600巻

米山寺 三原市沼田東町納所
- 絹本著色小早川隆景像

 光明寺  尾道市東土堂町
- 木造千手観音立像

 常称寺  尾道市西久保町
- 紙本白描遊行上人絵 4巻

 持光寺  尾道市西土堂町
- ○絹本著色普賢延命像

摩訶衍寺 尾道市原田町梶山田
- 木造十一面観音立像

西提寺 尾道市向東町
- 木造観音菩薩立像（附 木造観音菩薩立像）

光明坊 尾道市瀬戸田町御寺
- 木造阿弥陀如来坐像
- 孔雀戧金経箱 延祐二年銘

照源寺 尾道市御調町神
- 木造仏涅槃像

福山市（ふくやま美術館保管）
- ○太刀 銘則房
- ○太刀 銘筑州住左（江雪左文字）
- ○短刀 銘国光（名物会津新藤五）
- ○太刀 銘正恒
- ○短刀 銘左筑州住（太閤左文字）
- ○太刀 銘国宗
- ○太刀 銘吉房
- 太刀 銘国清
- 太刀 銘備州長船兼光 延文三年二月日
- 短刀 銘光包
- 太刀 銘備前国住長船盛景
- 短刀 朱銘貞宗（名物朱判貞宗）
- 刀 無銘 伝来国光

 明王院  福山市草戸町
- 木造十一面観音立像

安国寺 福山市鞆町後地
- 木造阿弥陀如来及び両脇侍立像（附 像内納入品）
- 木造法燈国師坐像（附 像内納入品）

南宮神社 府中市栗柄町
- 木造神像11軀・木造随身立像4軀

光明院 廿日市市宮島町大町
- 木造阿弥陀如来立像
- 絹本紺地金彩弥陀三尊来迎図1幀

 ウッドワン美術館  廿日市市吉和
- 紙本墨画淡彩四季山水図 六曲一双

大聖院 廿日市市宮島町
- 木造不動明王坐像
- 梵鐘 治承元年銘

日吉神社 庄原市山内町
- 赤糸威鎧 兜・大袖付

北広島町 山県郡北広島町（古保利薬師収蔵庫保管）
- 木造薬師如来及両脇侍像
- 木造十一面観音立像（三）・千手観音立像（一）・吉祥天立像（一）・四天王立像（四）9躯

 龍華寺  世羅郡世羅町甲山
- 木造十一面観音立像2躯

文裁寺 世羅郡世羅町赤屋
- 木造十一面観音立像
- 木造聖観音立像

丹生神社 世羅郡世羅町甲山
- 木造獅子頭 正安三年銘（附 木造獅子頭）
- 木造丹生明神坐像、木造高野明神坐像

個人
- 短刀 銘山城国西陣住人埋忠明寿 慶長十三年三月日 所持埋忠彦八郎重代
- 短刀 銘国広（1955年指定）

個人　
- 安芸福田木ノ宗山出土青銅器

個人
- 賦物集（うたつゑ）
- 伊都岐嶋社内宮調度等注進状草案 嘉禎三年三月

法人
- 後桜町天皇宸翰心経[5]
- 後桜町天皇宸翰六字名号[6]

## 山口県

### 一覧 (1)
3件以上の重要文化財を有する社寺等で、ウィキペディア日本語版に記事があり、かつ、記事中に当該社寺等所有の文化財一覧が含まれているものについては、本欄に記載する。
以下の社寺等が所蔵する重要文化財については、リンク先の当該社寺等の項目を参照のこと。
阿弥陀寺、忌宮神社、周防国分寺、住吉神社、防府天満宮

### 一覧 (2)
一覧 (1) に記載した以外の社寺等所有の文化財については以下に記載する。
山口県（山口県立美術館保管）
- 紙本墨画山水図 雪舟筆1巻
- 紙本淡彩牧牛図 雪舟筆（仿李唐）
- 紙本淡彩牧牛図 雪舟筆（仿李唐）

山口県（山口県文書館保管）
- 有光家文書121通・長門国正吉郷入江塩浜絵図1通
- 大内版法華経板木 59枚
- 山口県行政文書

山口県（山口県立山口博物館保管）
- 防長土図 109箇（附：長持並櫃（明和四年）3棹、1合）
- 正徳元年朝鮮通信使進物幷進物目録

 豊榮神社  山口市天花
- 絹本著色毛利元就像

 野田神社  山口市天花
- 太刀 銘□友（伝・助友）附 衛府太刀拵

 古熊神社  山口市古熊
- 紙本墨画天神図 惟肖得巌賛

洞春寺 山口市水の上町
- 絹本著色維摩居士像

神福寺 山口市八幡馬場
- 木造十一面観音立像

興隆寺 山口市大内氷上
- 梵鐘 享禄五年

龍蔵寺 山口市吉敷
- 木造大日如来坐像
- 四天王図鎗金扉2枚（元時代）

源久寺 山口市仁保下郷土井
- 木造平子重経（沙弥西仁）坐像

今八幡宮 山口市八幡馬場
- 鰐口 天文三年銘

吉香神社 岩国市横山
- 太刀 銘備前国福岡住左兵衛尉長則嘉元（以下不明）

柏原美術館 岩国市横山
- ○刀 金象嵌銘天正十三年十二月日江 本阿弥磨上之（花押）所持稲葉勘右衛門尉（名物稲葉江）[7]
- 色々威腹巻

白崎八幡宮 岩国市今津町
- 太刀 銘貞和三年丁亥十月日 守吉作 防州白崎八幡宮御剣願主源兼胤（附:太刀 同銘、無焼刃）（附の太刀は所在不明）
- 太刀 銘安吉（所在不明）

吉川報效会 岩国市横山（吉川史料館保管）
- 吾妻鏡 47冊並に年譜1冊
- 細字法華経 1帖（附:仁和寺任助法親王譲状）
- 太平記 吉川元春筆 40冊（附:太平記目録1冊）
- 元亨釈書 吉川経基筆 15冊
- 吉川家文書86巻、7幅、5帖、1面、2通、1冊
- ○太刀 銘為次（狐ヶ崎）
- 山道草花鶴亀文縫箔胴服

龍豊寺 周南市大道理
- 絹本著色陶弘護像

賀茂神社 光市三井
- 梵鐘 貞治六年銘

玉祖神社 防府市大崎
- 周防国一宮造替神殿宝物等目録

毛利報公会 防府市多々良（毛利博物館保管）
- ○紙本墨画淡彩四季山水図（山水長巻）雪舟筆 1巻（附 紙本墨書送雪舟帰国詩並序 徐璉筆 1幅、紙本墨画淡彩四季山水図 伝・雲谷等顔筆（副本）1巻）
- ○古今和歌集 巻第八（高野切本）
- ○史記 呂后本紀第九
- ○菊造腰刀 刀身無銘 伝・当麻
- 絹本著色毛利元就像
- 色々威腹巻 兜、大袖、喉輪付
- 太刀 銘備前国□□（伝 友成）
- 刀絵図
- 能装束 紅萌葱地山道菊桐文片身替唐織
- 紅地桐文散錦直垂
- 後深草天皇宸翰消息
- 毛利家文書（毛利家重書文書 168巻、2幅、1冊 附 寛延二年二月御什書惣目録 1冊、歴代藩主関係文書 365巻、10幅、164冊、6帖、187通）
- 大内氏勘合貿易印等関係資料

宇部市
- 慶長国絵図 2鋪

東隆寺 宇部市厚東区棚井
- 南嶺子越住筑前聖福寺諸山疏幷江湖疏 延文四年八月（絹本）2幅

赤間神宮 下関市阿弥陀寺町
- 平家物語（長門本）20冊
- 赤間神宮文書 10巻1冊

国分寺 下関市南部町
- 絹本著色十二天曼荼羅図（寺伝安鎮曼荼羅）
- 木造不動明王立像

専念寺 下関市南部町
- 木造薬師如来立像

覚苑寺 下関市長府安養寺
- 長門国鋳銭遺物

神上寺 下関市豊田町大字江良
- 絹本著色仁王経曼荼羅図

安養寺 下関市豊浦町大字厚母郷
- 木造阿弥陀如来坐像

二尊院 長門市油谷向津具下久津
- 木造釈迦如来立像・阿弥陀如来立像

龍蔵寺 萩市椿東中津江
- 雪峯東山空和尚外集

志都岐山神社 萩市堀内
- 太刀 銘延吉
- 太刀 銘光房弘安三年十月日

 大照院  萩市椿
- 木造赤童子立像

南明寺 萩市椿沖原
- 木造観音菩薩立像
- 木造千手観音立像

菊屋家住宅保存会 萩市呉服町
- 絹本著色春冬山水図 戴文進筆

西長寺 大島郡周防大島町日見
- 木造阿弥陀如来坐像

個人
- 熊谷家文書（255通）13巻（山口県文書館保管）[8]

個人
- 東大寺領周防国宮野庄田畠等立券文
- 周防国阿弥陀寺田畠注文

個人
- 紙本著色歳寒三友双鶴図 田能村竹田筆

個人
- 有柄細形銅剣 山口県大津郡油谷町字本郷出土

個人
- 山口県竹島古墳出土品

個人
- 日明貿易船旗（万暦十二年）・高洲家文書（127通）（山口県文書館保管）

個人
- 過所船旗（天正九年四月廿八日）・能島村上家文書203通（山口県文書館保管）

## 関連文献
- 文部省宗教局保存課編・刊行『国宝（宝物類）目録』、1940（参照：）
- 文化財保護委員会編・刊行『重要文化財目録 美術工芸品』、1952
- 文化財保護委員会編・刊行『指定文化財総合目録 昭和33年版（美術工芸品扁）』、1958
- 文化財保護委員会編・刊行『指定文化財総合目録 昭和43年版（美術工芸品扁）』、1968
- 文化庁編『国宝・重要文化財総合目録（美術工芸品編）』、1980、第一法規
- 文化庁監修『重要文化財』（全31巻別巻2巻）、毎日新聞社、1972-1982
- 文化庁監修『国宝・重要文化財大全』（全12巻別巻1巻）、毎日新聞社、1997-2000